# Joseph Stappers
Joseph Stappers (Anversa, 13 giugno 1942) è un ex pallanuotista belga, che ha disputato le Olimpiadi di Tokyo 1964, gareggiando nel torneo di pallanuoto.